# Санчо I (король Леону)
Санчо I Гладкий (*Sancho I el Craso, між 932 та 935 —19 грудня 966) — король Леону у 956—958 та 960—966 роках.

## Життєпис
Походив з династії Астур-Леон. Син Раміро II, короля Леону, та Урраки Памплонської. Про молоді роки мало відомостей. У 943 році брав участь у придушенні повстання графа Фернана Гонсалеса. Після перемоги над ним у 944 році призначається батьком намісником графства Кастилія (разом з Ассуром Фернандесом). У 947 році після замирення Раміро II з Фернаном Кастильським, Санчо повернувся до Леону.
Після сходження на трон брата Ордоньйо III у 951 році почав готувати змову проти нього. Зрештою Санчо повстав проти старшого брата, бажаючи відібрати у нього престол. Втім у 953 році зазнав поразки у битві при Сан-Естебан-де-Гормас. У 955 році в союзі з Фернаном Гонсалесом знову повстав проти Ордоньйо III, але в умовах наступу Кордовського халіфату вимушений був замиритися.
У 956 році супроводжував брата у поході проти мусульман. Після смерті брата того ж року оголошується новим королем Леону, Астурії та Галісії. Ставши королем, Санчо I посварився з колишнім союзником графом Фернаном Кастильским. Водночас у 957 році зазнав поразки від Кордовського халіфату. Фернан Гонсалес повалив Санчо I у 958 році і посадив на трон його кузена Ордоньйо IV.
Санчо I втік до Наварри, де звернувся по допомогу своєї бабки Тоди. Разом з Тодою Санчо приїхав до Кордови і був урочисто прийнятий халіфом Абдаррахманом III. У 959 році з маврами було укладено договір, за яким вони надавали Санчо військо в обмін на 10 міст і замків. Наваррське військо напало на Кастилію зі сходу. З військом маврів Санчо I переміг Ордоньйо IV і Фернана Кастильського. Перший втік до маврів, а граф Кастилії змушений був визнати владу Санчо I.
Повернувши собі трон, Санчо I у 961 році, скориставшись смертю Абдаррахмана III, відмовився виконувати договір з арабами і продовжив війну. Втім новий халіф аль-Хакам II відправив війська для підтримки Ордоньйо III. Тоді Санчо I заявив щодо готовності виконувати умови угоди. У 962 році після смерті Ордоньйо IV король знову відновився від виконання договору з халіфатом. Але вже у 963 році разом із союзними Наваррою й графством Барселоною зазнав поразки й був примушений до миру.
У той же час спалахнуло повстання феодалів в Галісії. У 966 році галісійський граф Гонсало Менендес отруїв Санчо I у замку Міньо. Поховано в пантеоні Сан-Ісидоро де Леон. Владу успадкував його син Раміро.

## Родина
Дружина — Тереза, донька графа Ансура Фернандеса
Діти:
- Раміро (961—984), король Леону у 966—984 роках
- Уррака (д/н-997)